# Amarte es un placer
Albums de Luis Miguel
Romances
(1997) Mis romances
(2001)
Singles
Amarte Es un Placer (en français : T'aimer est un plaisir) est le treizième album studio du chanteur mexicain Luis Miguel. Il est sorti chez WEA Latina le 13 septembre 1999. Produit par Miguel, c'est un album pop avec des influences R&B et jazz. Miguel est plus impliqué dans l'écriture de ce disque que sur les albums précédents et est aidé par des compositeurs tels qu'Arturo Pérez, Armando Manzanero et Juan Carlos Calderón. Malgré la popularité de ses contemporains Ricky Martin et Enrique Iglesias qui sont passés sur le marché anglophone, Miguel préfère à l'époque chanter et enregistrer en espagnol.
Quatre singles sont publiés pour promouvoir l'album : « Sol, Arena y Mar » (Soleil, sable et mer), « O Tú o Ninguna » (Ou toi, ou aucune), « Dormir Contigo » (Dormir avec toi), et la chanson titre « Amarte es un placer ». Miguel entreprend une tournée mondiale qui dure de septembre 1999 à mai 2000. Il se produit en Espagne, en Amérique du Sud, au Mexique et aux États-Unis.
« Amarte Es un Placer » débute en première place des hit-parades en Espagne et au palmarès des meilleurs albums latins aux États-Unis. Il est disque d'or aux États-Unis et obtient le statut de multi-platine en Argentine, au Chili, au Mexique et en Espagne. En 2007, l'album se vend à plus de trois millions d'exemplaires dans le monde. À sa sortie, le disque reçoit des critiques mitigées de la part des critiques musicaux ; plusieurs font l'éloge de la production ainsi que de la voix et des compositions de Miguel, mais d'autres estiment qu'il ne diffère pas de ses enregistrements précédents et trouvent la musique dépassée. Miguel reçoit plusieurs récompenses, dont les Latin Grammy Awards pour l'album de l'année et le meilleur album vocal pop, ainsi qu'une nomination aux Grammy pour la meilleure performance pop latine.

## Contexte
En 1997, Luis Miguel sort son douzième album studio, « Romances ». C'est le troisième disque de sa série Romances où il interprète des reprises de boléros classiques d'Amérique latine. Il se vend à plus de 4,5 millions d'exemplaires et remporte le Grammy Award de la meilleure performance pop latine en 1998,. Pour promouvoir Romances, il se lance dans une tournée de plus d'un an aux États-Unis, en Amérique latine et en Espagne. En 1998, Miguel figure parmi les artistes latins les plus populaires au niveau international, avec des ventes d'albums de plus de 35 millions d'exemplaires dans le monde entier. En octobre 1998, le compositeur mexicain Armando Manzanero, qui a travaillé avec Miguel sur les albums Romances, confirme à un journaliste de Notimex qu'il aide Miguel dans un nouveau projet. Après une absence de deux ans de la scène musicale, Miguel annonce le 19 juillet 1999 qu'il sortirait un nouvel album en septembre. Il indique que le prochain album serait un retour aux enregistrements pop, par opposition aux reprises de boléros qu'il a enregistrés dans la série Romances. Le titre de l'album, Amarte Es un Placer, est annoncé le 17 août 1999.
Miguel tient une conférence de presse au Casino de Madrid (en), en Espagne, à l'occasion du lancement de l'album le 13 septembre 1999,. Il confirme qu'il s'agit du premier album où il est plus impliqué dans la composition des morceaux : « Ici, quelque chose de spécial a été fait, probablement parce que j'ai eu plus de temps pour écrire quelques trucs », ajoute-t-il. Lorsqu'on lui demande pourquoi il a choisi de ne pas enregistrer d'album en anglais, comme l'ont fait avec succès d'autres musiciens latinos comme Enrique Iglesias et Ricky Martin, Miguel répond : « Je pense que l'espagnol est une bonne langue. J'aime ma langue et j'en suis très fier. Je ne dis pas que je ne le ferai pas à l'avenir, je veux dire que je chanterai en anglais. Mais c'est juste que ce n'est pas le bon moment pour moi. Pourquoi devrais-je le faire, juste parce que tout le monde le fait » ? Il est également interrogé sur l'absence de duo avec sa petite amie de l'époque, la chanteuse américaine Mariah Carey, question à laquelle il répond qu'il n'aime pas mélanger sa vie personnelle et sa carrière. Il ajoute que la musique qu'il joue est basée sur ses sentiments de l'époque, et laisse entendre que le titre de l'album est influencé par sa relation avec Carey,.
En plus de co-écrire plusieurs titres du disque, Miguel est aidé par d'autres compositeurs, dont Manzanero, Juan Carlos Calderón et Arturo Pérez. L'enregistrement a lieu dans plusieurs studios dont Ocean Way Recording et Record Plant à Hollywood, en Californie,

## Composition
« Amarte Es un Placer » est un album pop composé de douze chansons d'amour. Il se compose principalement de ballades romantiques orchestrées,. Contrairement à son précédent disque pop « Nada Es Igual » (1996), qui comporte de la musique dance-pop et des influences hip-hop, Amarte Es un Placer met l'accent sur la musique contemporaine pour adultes. Le morceau d'ouverture, « Tu Mirada », est une ballade rock avec un solo de guitare. Manzanero a composé trois ballades pour l'album : « Soy Yo », « Dormir Contigo » et « Ese Momento ». Cette dernière traite d'un « récit de l'instance où deux corps se confondent dans une passion ardente ». Sur « Dormir Contigo », le protagoniste parle de la joie de dormir avec son amour. « Sol, Arena y Mar » est un morceau aux influences jazz, qui décrit la « douleur de la séparation » d'un amour qui « a disparu aussi vite que l'écume au bord de la mer »,.
« Quiero » est un morceau R&B groove qui incorpore des cordes sur son crescendo, un solo de saxophone et des cuivres.  « Tú, Sólo Tú » est un morceau de groove d'influence disco,. « Dímelo en un Beso » est une ballade pop qui intègre également de la musique disco,. « O Tú o Ninguna » est un boléro composé par Calderón, tandis que « No Me Fío » rappelle une power ballad des années 1980,. « Te Propongo Esta Noche », le seul morceau dance-pop de l'album, commence comme un morceau de R&B soft jusqu'à ce qu'il se transforme en musique de club à base de percussions à la moitié de la chanson,. L'album se termine avec la chanson titre qui présente des « balayages orchestraux dramatiques » tout au long du morceau. La chanson suscite une controverse lorsque le compositeur mexicain Marcos Lifshitz accuse Calderón et Miguel d'avoir plagié sa composition « Siento nuestro aliento » qu'il a écrite en 1997. Un tribunal statue en faveur de Lifshitz et ordonne à Miguel et à sa maison de disques de payer 40 % des droits d'auteur de la chanson à titre de compensation.

## Singles
« Sol, Arena y Mar » sort en tant que premier single d'« Amarte Es un Placer » le 19 juillet 1999. Il atteint la troisième place du classement Billboard Hot Latin Songs aux États-Unis. Un remix de la chanson par le DJ américain Danny Saber sort en single ; il atteint la deuxième place en Espagne. « O Tú o Ninguna » sort en tant que deuxième single de l'album le 6 septembre 1999. Il atteint le sommet du hit-parade des Hot Latin Songs aux États-Unis pendant une semaine. Rebecca Blake réalise le clip du titre à San Francisco. Le troisième single, « Dormir Contigo », sort en janvier 2000 et atteint la 11e place du classement Hot Latin Songs,. Le même mois, le clip du quatrième single, « Amarte Es un Placer, est réalisé par Alberto Tolot et filmé à Bel-Air, en Californie. La chanson titre atteint la sixième place du classement Hot Latin Songs.

## Promotion
Pour promouvoir l'album, Luis Miguel commence sa tournée Amarte Es un Placer le 9 septembre 1999 à Gijón, en Espagne. À Madrid, il donne trois spectacles à guichets fermés et passe un mois en tournée en Espagne. Ses prestations à Barcelone, Marbella et Ténérife sont parmi les plus importantes de l'année 1999. Miguel continue ensuite sa tournée en Amérique du Sud, où il se produit en Argentine, au Brésil, au Chili, en Uruguay et au Venezuela,. En Argentine, ses concerts attirent plus de 50 000 spectateurs. Au Chili, ses huit spectacles rassemblent plus de 101 000 spectateurs, ce qui représente le plus grand nombre de spectateurs de l'année pour un artiste dans ce pays. La première partie de la tournée se termine le 11 décembre 1999 à Maracaibo, au Venezuela. Un concert est prévu à la San Jose Arena en Californie pour la veille du Nouvel An, mais il est annulé parce que les recettes brutes ne correspondaient pas aux besoins de Miguel.
Miguel commence la deuxième partie de sa tournée au Centennial Garden de Bakersfield, en Californie, le 1er février 2000,. Deux jours plus tard, il se produit à l'Universal Amphitheatre de Los Angeles, en Californie, pendant cinq nuits consécutives, attirant plus de 24 000 spectateurs. Le même mois, il donne quatre spectacles au Radio City Music Hall de New York et réalise un chiffre d'affaires de 1,4 million de dollars. Il se produit également à Minneapolis le 12 février et à Fairfax le 14 février,. Après ses concerts au Radio City Music Hall, Miguel a donné 21 spectacles consécutifs à l'Auditorium national de Mexico à partir du 24 février. Battant le précédent record — de vingt concerts — établi par le groupe mexicain Timbiriche, Miguel établit également le record de fréquentation avec un total de 255 000 spectateurs.
Miguel retourne en tournée aux États-Unis le 24 mars 2000, se produisant dans plusieurs villes dont Miami, Chicago, Atlantic City et Houston. Il présente ensuite cinq spectacles à Monterrey, au Mexique, du 13 au 17 avril 2000,. Après quelques autres représentations aux États-Unis, il termine la tournée à San Diego, en Californie, le 6 mai 2000,. Cette année-là, Miguel effectue la 23e tournée la plus lucrative des États-Unis, avec plus de 15,7 millions de dollars pour ses 44 spectacles dans le pays. La tournée est reconnue par l'Agence William Morris comme la plus lucrative d'un artiste hispanophone.
Miguel est accompagné d'un groupe de 13 musiciens pendant sa tournée qui comprend des cors, des claviers, des guitares et trois choristes féminines,. Son spectacle d'une heure et demie est principalement composé de chansons pop et de ballades d'Amarte Es un Placer et de ses débuts, ainsi que de medleys de boléros tirés des albums sur le thème de la romance. Lors de ses concerts à Monterrey, il est rejoint par le groupe Mariachi 2000 de Cutbert Pérez et reprend en direct le « Y » de Mario De Jesús Báez et « La Bikina de Rubén Fuentes (en). Les spectacles comprennent un grand écran en direct derrière la scène ainsi que des feux d'artifice et des confettis.
Sur les représentations de Miguel à Los Angeles, Daniel Chang, rédacteur en chef de l'Orange County Register, déclare qu'il a « livré un spectacle de grande classe, aussi amusant à regarder qu'à entendre ». Il note que Miguel « dégage une énergie contagieuse à travers des expressions faciales dramatiques, des contorsions ressemblant à la position du fœtus et des explosions physiques au rythme de la musique », et complimente ses mouvements de danse et les décors visuels. À propos de son concert à Houston, Michael D. Clark du Houston Chronicle écrit que Miguel « a prouvé, une fois de plus, qu'il n'est pas nécessaire de changer de langue pour atteindre le public américain ». Il observe que Miguel semble « déterminé à équilibrer le positif et le négatif », contrairement à ses concerts précédents, qui étaient dominés par des ballades. Clark est déçu que les boléros soient chantés dans des medleys qui ne permettent à aucun d'entre eux de se démarquer.
Jon Bream commente dans le Star Tribune que la présentation de Miguel à Minneapolis est l'« un des concerts les plus ambitieux jamais présentés au théâtre » et que le chanteur a une « présence captivante », mais ajoute que sa musique n'est « pas particulièrement distinctive ». Il compare les chansons de Miguel à Earth, Wind & Fire, mais sans la « sophistication rythmique et jazzy », considère ses ballades comme de la « pop conservatrice, baignant dans des cordes synthétisées avec des filigranes de cor de Chicago », et se sent déçu par le choix de Miguel d'interpréter ses boléros dans des medleys.

## Réception
À sa sortie, Amarte Es un Placer reçoit des critiques mitigées de la part des critiques musicaux. Jose F. Promis, rédacteur en chef d'AllMusic, lui attribue deux étoiles et demie sur cinq, notant que d'après le titre « on peut déduire que le matériel consiste en de la musique romantique, principalement sous forme de ballades ». Il estime que les sections de cuivres de « Sol, Arena y Mar » et « Quiero » donnent aux chansons une « impression jazzy, sophistiquée et adulte » et qualifie « Te Propongo Esta Noche » de « l'une des chansons les plus intéressantes de l'album ». Il critique l'inclusion de « ballades exagérées », citant « No Me Fío comme exemple. Promis qualifie la production d'impeccable et conclut que les ballades sont « ce que les fans attendent » de Luis Miguel. John Lannert, du magazine Billboard, n'est pas impressionné par le disque ; il qualifie « Sol, Arena y Mar » de « numéro de danse insipide et uptempo ». Alors que John Lannert considère « Soy Yo » et « Dormir Contigo » comme une « paire de ballades romantiques émouvantes » qui pourrait aider le disque à rester en tête des hit-parades latins du Billboard, il estime qu'il est temps pour Miguel d'enregistrer un disque en anglais et de demander à Carey et ses producteurs de l'aider pour un tel album. Roger Catlin, du Hartford Courant, déclare que lorsque les ballades s'empilent, l'album ressemble à un « Telemundo soap-opera overkill ». Néanmoins, il fait l'éloge du timing de Miguel sur les chansons uptempo et déclare que sa voix rend les airs de danse plus excitants.
Joey Guerra, du Houston Chronicle, attribue à l'album deux étoiles et demie sur quatre, en disant qu'il est déçu par la production car elle ressemble trop aux enregistrements précédents de Miguel. Il reconnaît que Miguel est capable de gérer des chansons d'amour grâce à sa voix riche et profonde sur des chansons comme « Tu Mirada », « Soy Yo » et « O Tú o Ninguna », mais il a le sentiment qu'il « avait des problèmes » sur les morceaux de danse comme sur ses précédents albums. Il critique « Sol, Arena y Ma » pour son « mélange tiède de cuivres hurlants et de paroles peu inspirées » et déclare que les autres chansons « ne s'en sortent pas mieux » ; il critique l'utilisation excessive des cuivres sur chaque piste rapide comme étant datée et répétitive. Mario Tarradell, du Dallas Morning News, écrit une critique plus positive de l'album, complimentant « Te Propongo Esta Noche » et qualifiant de sensuelles et solennelles des ballades comme « Dormir Contigo » et « Ese Momento ». Tarradell termine sa critique en décrivant l'album comme un « équilibre agréable entre les ballades de haut niveau et les séances d'entraînement sur bois dur ». La rédactrice en chef du Miami Herald, Leila Cobo, est déçue par ce disque. Elle écrit que si le chant de Miguel est toujours éblouissant, la production sonne datée. Elle trouve que « Tú, Sólo Tú » et « Dímelo en un Beso » sont des « mecs disco qui n'ont pas l'énergie nécessaire pour vous faire danser ». Cobo commente également que les morceaux souffrent d'un manque de « crochets ou de mélodies fortes » malgré la capacité de Miguel à « élever à peu près n'importe quel style ». Malgré cela, Cobo fait l'éloge de « Dormir Contigo » pour ses quelques paroles mémorables et de « No Me Fío » pour ses arrangements.
Fred Shuster, du Los Angeles Daily News, attribue trois étoiles sur quatre à cet album et complimente les arrangements qu'il trouve magnifiques. Il estime que les meilleurs morceaux sont ceux que Miguel a co-écrits et souligne « Sol Arena y Mar » et « O Tú o Ninguna » comme étant des titres marquants. Le critique du Los Angeles Times, Ernesto Lechner, attribue à l'album deux étoiles et demie sur quatre, en déplorant qu'il « continue la recherche décourageante de la pop latine pour la production la plus brillante imaginable ». Il trouve que les ballades sont « imprégnées d'un accompagnement orchestral », bien qu'il fasse l'éloge des compositions de Manzanero. Quoi qu'il en soit, Lechner estime que les morceaux uptempo « manquent de la sophistication qui définit la plupart des pops d'aujourd'hui ». Richard Torres, qui écrit une critique plus favorable de l'album pour Newsday, déclare qu'Amarte Es un Placer contient le talent qu'a Miguel d'infuser « des chansons luxueusement orchestrées avec une véritable passion ». Il fait l'éloge de sa voix qui transmet « la ruée vers le romantisme suivie de la douleur de l'amour perdu ». Il admire également les airs de danse pour leur style musical et déclare que les chansons écrites par Manaznero sont les meilleurs morceaux.
Daniel Chang de l'Orange County Register attribue à l'album trois étoiles et demie sur cinq et vante la prestation de la voix de Miguel ainsi que les chansons qui l'aident à transmettre son message. Chang note que « même sur les morceaux les plus faibles, Miguel fait en sorte que ça marche ». Le rédacteur en chef du San Diego Union-Tribune, Ernesto Portillo, Jr., attribue au disque trois étoiles sur quatre. Bien qu'il considère « Sol, Arena y Mar » comme un « air pop décontracté qui sonne vaguement comme les précédents numéros de Miguel à base de cors », il estime que Miguel excelle dans les ballades en citant « Soy Yo » comme exemple. Il qualifie le disque de meilleur en dehors de la série Romance. Eliseo Cardona, écrivant pour le El Nuevo Herald, note que même si le style musical de Miguel n'évolue pas, il conserve la finesse requise pour produire un album, et remarque que les éléments de jazz et la symphonie fonctionnent bien sur l'album.

## Distinctions
Lors de la 42e édition des Grammy Awards en 2000, Amarte Es un Placer reçoit une nomination pour la meilleure performance de pop latine, qui est attribuée à « Tiempos » de Rubén Blades. Lors de la cérémonie inaugurale des Latin Grammy Awards de la même année, Miguel remporte le prix du Latin Grammy pour l'album de l'année, le meilleur album pop vocal et la meilleure performance vocale pop masculine (pour « Tu Mirada). Il n'assiste pas à la cérémonie de remise des prix et décline une invitation à se produire. Lors de la 12e édition des Lo Nuestro, il est nommé pour l'album pop de l'année mais est battu par Supernatural de Santana.
L'album remporte le prix de l'Album pop de l'année par un artiste masculin aux Billboard Latin Music Awards 2000. Miguel reçoit deux nominations au Premio de la Gente 2000 dans les catégories Artiste ou groupe pop masculin et Album de l'année. En Argentine, il est nommé pour le meilleur artiste latin masculin et le meilleur album latin aux Premios Gardel 2000 et reçoit le prix du meilleur album latin aux Premios Amigo 1999 en Espagne,. Le disque est nommé dans la catégorie du meilleur album pop par un artiste masculin aux Premios Globos 1999, qui a été attribuée à l'album éponyme de Ricky Martin.

## Ventes
Amarte Es un Placer est commercialisé le 13 septembre 1999. Aux États-Unis, le disque fait ses débuts au sommet du Billboard Top Latin Albums la semaine du 2 octobre 1999, succédant aux Bailamos Greatest Hits (en) d'Enrique Iglesias. Le disque passe neuf semaines dans cette position et est ensuite remplacé par Desde un Principio: From the Beginning de Marc Anthony. Il atteint la 36e place du Billboard 200, sa plus haute position de débutant en dehors des albums romantiques, et se vendu à plus de 35 000 exemplaires dès la première semaine. Il termine l'année 1999 comme le quinzième album latin le plus vendu aux États-Unis et est certifié or par la Recording Industry Association of America pour la vente de 500 000 copies.
En Espagne, le disque arrive en tête du palmarès des albums espagnols et a été certifié sextuple disque de platine par les Productores de Música de España pour la vente de 600 000 exemplaires,. En Argentine, il atteint la sixième place du classement des albums argentins et est certifié quintuple platine pour ses 300 000 exemplaires écoulés,. Au Chili, il est certifié quadruple platine et est le deuxième album le plus vendu de 1999 dans le pays. Au Mexique, il est certifié quintuple platine par l'Asociación Mexicana de Productores de Fonogramas y Videogramas. Ailleurs en Amérique latine, le disque reçoit une certification platine au Venezuela et des certifications or en Bolivie, au Paraguay et en Uruguay,. En 2007, Amarte Es un Placer s'était vendu à plus de trois millions d'exemplaires dans le monde.

## Le disque
La production est de Luis Miguel.
| No  | Titre                  | Auteur                                                            | Durée |
| --- | ---------------------- | ----------------------------------------------------------------- | ----- |
| 1.  | Tu mirada              | Alejandro Asensi                                                  | 4:09  |
| 2.  | Soy yo                 | Armando Manzanero                                                 | 3:55  |
| 3.  | Sol, arena y mar       | Luis Miguel, Arturo Perez                                         | 3:18  |
| 4.  | O tú o ninguna         | Juan Carlos Calderón                                              | 3:16  |
| 5.  | Quiero                 | Luis Miguel, Roland Kortbawi, Alejandro Asensi                    | 4:36  |
| 6.  | Dormir contigo         | Armando Manzanero                                                 | 4:15  |
| 7.  | Dímelo en un beso      | Luis Miguel, Salo Loyo                                            | 4:36  |
| 8.  | No me fío              | Juan Carlos Calderón                                              | 3:45  |
| 9.  | Te propongo esta noche | Luis Miguel, Juan Carlos Calderón, Arturo Perez, Alejandro Asensi | 3:30  |
| 10. | Tú solo tú             | Luis Miguel, Arturo Pérez                                         | 4:19  |
| 11. | Ese momento            | Armando Manzanero                                                 | 3:49  |
| 12. | Amarte es un placer    | Juan Carlos Calderón                                              | 3:31  |

## Personnel
Adapté de AllMusic et des notes de pochette de Amarte Es un Placer,

### Crédits musique
Basse
- Jerry Hey
- Gary Grant
- Dan Higgins
- Bill Reichenbach
- Chuck Findley

Chœurs
- Carlos Murguia
- Natisse Jones
- Kenny O'Brien-Paez
- Giselda Vatcky
- Will Wheaton
- Terry Wood
- Maria del Rey

Premiers violons
- Bruce Dukov
- Ralph Morrison

Batteurs
- Vinnie Colaiuta (Quier0, Tú, Sólo Tú, No Me Fío)
- Victor Loyo (Dímelo en un Beso, Ese Momento, Sol, Arena y Mar, Te Propongo Esta Noche, Tu Mirada, Dormir Contigo, O Tú o Ninguna, Soy Yo)

Guitares
- Paul Jackson Jr. (Quiero, Tú, Sólo Tú, Dímelo en un Beso, Sol Arena y Mar, Te Propongo Esta Noche)
- Michael Landau (Tu Mirada, Dormir Contigo, No Me Fío, O Tú o Ninguna)

Claviers
- Robbie Buchanan (Dormir Contigo, Soy Yo, No Me Fío, O Tú o Ninguna, Amarte Es un Placer)
- Michael Colombier (Ese Momento)
- Francisco Loyo (Quiero, Tú, Sólo Tú, Dímelo en un Beso, Sol, Arena y Mar, Te Propongo Esta Noche, Tu Mirada)

Directeur musical
- Pablo Aguirre (No Me Fío, O Tú o Ninguna)
- Michel Colombier (Ese Momento, Amarte Es un Placer)
- Larry Rench
- Bill Ross (Dormir Contigo, Soy Yo)

Percussion
- Tom Aros (Tú, Sólo Tú, Dímelo en un Beso, Te Propongo Esta Noche)
- Luis Conte (Quiero, Sol Arena y Mar)

Alto
- Bob Becker
- Denyse Buffum
- Carole Castillo
- Brian Dembow
- Suzanna Giordano
- Mimi Granat
- John Hayhurst
- Carrie Holzman

Violin
- Richard Altenbach
- Jenny Bellusci
- Becky Bunnell
- Darius Campo
- Mario DeLeon
- Joel Deroiuin
- Bruce Dukov
- Dave Ewart
- Mike Ferrill
- Kirstin Fife
- Berj Garabedian
- Carmen Garabedian
- Pam Gates
- Julie Gigante
- Endre Granat
- Alan Grunfeld
- Clayton Haslop
- Gwenn Heller
- Lilly Ho Chen
- Pat Johnson
- Karen Jones
- Peter Kent
- Ezra Kliger
- Razdan Kuyumjian
- Natalie Leggett
- Brian Leonard
- Constance Meyer
- Horia Moroaica
- Sid Page
- Katia Popov
- Barbra Porter
- Debbie Price
- Rachel Purkin
- Kathleen Robertson
- Gil Romero
- Jay Rosen
- Marc Sazer
- Kwihee Shamban
- Daniel Shindaryov
- Leonardo Suarz-Paz
- Lesa Terry
- Olivia Tsui
- Mari Tsumura
- Margaret Wooten
- Ken Yereke
- Tiffany Yi Hu

Musiciens additionnels
- Alejandro Caballo – synthétiseur
- Lalo Carillo – basse
- Francisco Loyo – synthétiseur
- Jeff Nathanson – saxophone

### Crédits techniques
- Alejandro Asensi – producteur exécutif
- Carlos Castro – enregistrements additionels
- Jeri and John Heiden – design graphique
- Francisco Loyo – assistant production
- Luis Miguel – producteur
- Armando Manzanero – music assistance
- Rafa Sardina – ingénieur du son et mixage
- Al Schmitt – ingénieur du son
- John Sorenson – ingénieur du son et mixage (Dímelo en un Beso, Tú, Sólo Tú)
- Shair Sutcliffe – coordination de production
- Alberto Tolot – photographie

## Classements

### Hebdomadaire
| Hitparade (1999)                      | Meilleur classement | Réf.   |
| ------------------------------------- | ------------------- | ------ |
| Argentine (CAPIF)                     | 6                   | [ 76 ] |
| Espagne (PROMUSICAE)                  | 1                   | [ 74 ] |
| États-Unis Billboard 200              | 36                  | [ 82 ] |
| États-Unis Billboard Top Latin Albums | 1                   | [ 83 ] |
| États-Unis Billboard Latin Pop Albums | 1                   | [ 84 ] |

### Annuel
| Hitparade (1999)                        | Classement | Réf.   |
| --------------------------------------- | ---------- | ------ |
| États-Unis Top Latin Albums (Billboard) | 15         | [ 73 ] |
| États-Unis Latin Pop Albums (Billboard  | 7          | [ 73 ] |

| Hitparade (2000)                        | Classement | Réf.   |
| --------------------------------------- | ---------- | ------ |
| États-Unis Top Latin Albums (Billboard) | 14         | [ 85 ] |
| États-Unis Latin Pop Albums (Billboard  | 7          | [ 85 ] |